# IC 2574
IC 2574 је спирална галаксија у сазвјежђу Велики медвјед која се налази на листи објеката дубоког неба у Индекс каталогу.
Деклинација објекта је + 68° 25' 0" а ректасцензија 10h 28m 22,4s. Привидна величина (магнитуда) објекта IC 2574 износи 10,2 а фотографска магнитуда 10,8. Налази се на удаљености од 3,958 милиона парсека од Сунца. IC 2574 је још познат и под ознакама UGC 5666, MCG 12-10-38, DDO 81, IRAS 10251+6843, CGCG 333-31, 7ZW 330, Coddington nebula, PGC 30819.